# هيكتور مونسيغور
هيكتور خافيير مونسيغور (مواليد 1983)، والمعروف أيضًا بالاسم المستعار عبر الإنترنت سابو (بالإنجليزية: Sabu)، هو مخترق كمبيوتر أمريكي ومؤسس مشارك لمجموعة القرصنة لولزسك. في مواجهة حكم بالسجن لمدة 124 عامًا، أصبح مونسغور مخبرًا لمكتب التحقيقات الفدرالي، حيث عمل مع الوكالة لأكثر من عشرة أشهر لمساعدتهم في التعرف على المتسللين الآخرين من لولزسك والمجموعات ذات الصلة. تدخلت لولزسك في شؤون منظمات مثل نيوز كوربوريشن وستراتفور والمملكة المتحدة وهيئات إنفاذ القانون الأمريكية والحزب السياسي الأيرلندي فاين جايل.
ظهر سابو بشكل بارز في محادثات IRC المنشورة للمجموعة، وادعى أنه يدعم حملة Free Topiary. أشارت الإيكونوميست إلى سابو على أنه أحد أعضاء لولزسك الأساسيين الستة والمتسللين الأكثر خبرة.

## هوية
تم تعريف سابو بواسطة Backtrace Security كهيكتور خافيير مونسيغور في 11 مارس 2011 في منشور PDF باسم "Namshub".
في 25 يونيو 2011، زعمت وظيفة Pastebin مجهولة الهوية أن تعرف سابو باسم هيكتور خافيير مونسيغور، وهو رجل من أصل بورتوريكي.
في وقت اعتقاله، كان كزافييه يبلغ من العمر 28 عامًا عاطلًا عن العمل والدا حاضنًا لابن عمه. حضر سابو، ولكن لم يتخرج من مدرسة واشنطن.كان يعيش في شقة جدته الراحلة في منازل ريس في مدينة نيويورك.

## الاعتقال والنشاط كمخبر لمكتب التحقيقات الفدرالي
في 6 مارس 2012، تم الكشف عن سابو ليكون هيكتور خافيير مونسيغور في سلسلة من المقالات التي كتبها Jana Winter ونشرتها Fox News.
اعتقل عملاء فيدراليون مونسيغور في 7 يونيو 2011. وفي اليوم التالي، وافق مونسيغور على أن يصبح مخبراً لمكتب التحقيقات الفدرالي وأن يواصل شخصيته «سابو». وقال مساعد المدعي العام الأمريكي جيمس باستوري سراً: «منذ يوم إلقاء القبض عليه حرفياً، كان المدعى عليه يتعاون مع الحكومة بشكل استباقي»، ويبقى مستيقظاً أحياناً طوال الليل ينخرط في محادثات مع المتآمرين لمساعدة الحكومة في إقامة قضايا ضدهم. جلسة سماع الكفالة في 5 أغسطس 2011. بعد أيام قليلة من جلسة سماع الكفالة، قدم مونسغور إقرارًا بالذنب في 12 تهمة جنائية، بما في ذلك التهم المتعددة بالتآمر للانخراط في اختراق الكمبيوتر، القرصنة الحاسوبية لتعزيز الاحتيال، والتآمر لارتكاب الاحتيال على جهاز الوصول، والتآمر لارتكاب عمليات احتيال مصرفي وسرقة الهوية المشددة. واجه ما يصل إلى 124 سنة في السجن.
كمخبر، زود هيكتور خافيير مونسيغور مكتب التحقيقات الفدرالي بتفاصيل تمكن من اعتقال خمسة متسللين آخرين مرتبطين بمجموعات مجهول، لولزسك وأنتيسك. قدم مكتب التحقيقات الفدرالي خوادمه الخاصة لحدوث القرصنة. كما أسفرت المعلومات التي قدمها هيكتور خافيير مونسيغور عن اعتقال اثنين من المتسللين في المملكة المتحدة: جيمس جيفري وريان كليري.
حاول مكتب التحقيقات الفدرالي استخدام هيكتور خافيير مونسيغور لإيقاع نديم قبيسي، مؤلف برنامج الاتصال الآمن Cryptocat، ولكن دون جدوى.
حافظ مونسيجور على ادعاءه حتى 6 مارس 2012، حتى أنه غرد «معارضته» للحكومة الفيدرالية حتى آخر يوم. وشملت تغريدات اليوم الأخير، «يتغذى الفدراليون في هذه اللحظة على حياتنا دون مذكرات. بدون موافقة القضاة. هذا يحتاج إلى التغيير. Asap» و«يتم إدارة الحكومة الفيدرالية من قبل مجموعة من الجبناء اللعينين. لا تستسلم لهؤلاء الناس. دافع. ابق قويا». في 6 مارس / آذار 2012، أعلن مكتب التحقيقات الفدرالي عن اعتقال خمسة من المشتبه بهم الذكور: اثنان من بريطانيا واثنان من أيرلندا وواحد من الولايات المتحدة 
لم يتم ربط سابو صراحةً بمجموعة أنونيموس. ومع ذلك، فإن مدى العبور بين أعضاء هذه الجماعات القرصنة غير مؤكد. رد مجهول على كشف سابو وخيانة لولزسك على تويتر، «#Anonymous هو هيدرا، قطع رأس واحد وننمو رأسين».
وقال ستيف فيشمان من مجلة نيويورك «على الإنترنت، أصبح مونسغور الآن شخصية سيئة. في جاكوب ريس، كانت قصة مختلفة. صدموا أولئك الذين عرفوه وهو يكبر - كان دائمًا» محترمًا«. ولكن أيضا، كانوا فخورين قليلا. في نظرهم، كان طفلاً من المشاريع التي حققت نجاحًا معينًا. لقد خرج أخيرًا».
كشف تسجيل للمحكمة قدمه المدعون في أواخر مايو 2014 أن مونسيجور منع 300 هجومًا إلكترونيًا في السنوات الثلاث منذ عام 2011، بما في ذلك الهجمات المخطط لها على وكالة ناسا والجيش الأمريكي والشركات الإعلامية. «ساهمت المعلومات التاريخية المتسقة والمثبتة لدى مونسيجور، إلى جانب تعاونه الاستباقي الكبير والأدلة الأخرى التي تم تطويرها في القضية، بشكل مباشر في تحديد ومقاضاة وإدانة ثمانية من المتآمرين الرئيسيين معه، بما في ذلك جيريمي هاموند، الذين كانوا في ذلك الوقت وجاء في مذكرة الحكم بين الوثائق المقدمة أن اعتقاله كان الهدف الأول لمكتب التحقيقات الفدرالي الإجرامي الإلكتروني في العالم».
قضى مونسغور 7 أشهر في السجن بعد اعتقاله، لكن تم إطلاق سراحه منذ ذلك الحين أثناء انتظار الحكم. في الحكم الصادر في 27 مايو 2014، تم منحه «الوقت الذي قضاه» في التعاون مع مكتب التحقيقات الفدرالي وتم إطلاق سراحه تحت سنة واحدة من الاختبار.